# Westmorland (California)
Westmorland es una ciudad ubicada en el condado de Imperial en el estado estadounidense de California. En el año 2000 tenía una población de 2131 habitantes y una densidad poblacional de 2131 personas por km². 

## Geografía
Westmorland se encuentra ubicada en las coordenadas 33°02′14″N 115°37′17″O / 33.03722, -115.62139. Según la Oficina del Censo, la ciudad tiene un área total de 1 km² (0,4 mi²), toda ella tierra.[cita requerida]

## Demografía
Según la Oficina del Censo en 2000 los ingresos medios por hogar en la localidad eran de $23 365 y los ingresos medios por familia de $26 667. Los hombres tenían unos ingresos medios de $27 500 y las mujeres $19 107. La renta per cápita de la localidad era de $8941. Alrededor del 27,2% de la población estaba por debajo del umbral de pobreza.